# Alluaudomyia abdominalis
Alluaudomyia abdominalis är en tvåvingeart som beskrevs av Wirth och Mercedes Delfinado 1964. Alluaudomyia abdominalis ingår i släktet Alluaudomyia och familjen svidknott. Inga underarter finns listade i Catalogue of Life.